# 文峰街道 (唐河县)
文峰街道，是中华人民共和国河南省南阳市唐河县下辖的一个乡镇级行政单位。

## 行政区划
文峰街道下辖以下地区：
新春街社区、徐庄村、郭庄村、焦庄村和四里桥村。